# Cry (Lied)
Cry (englisch für „Weinen“) ist ein erstmals 2001 auf dem Album Invincible erschienener Song des US-amerikanischen Popsängers Michael Jackson. Später wurde der Song darüber hinaus noch als zweite Single des Albums ausgekoppelt. Auf der B-Seite der CD-Singles wurde der bis dahin unveröffentlichte Song Shout veröffentlicht. Die Single erreichte in sechs Ländern die Top-40 der Charts. Der Song erreichte die Top-20 in Dänemark und die Top-10 in Spanien und Polen. Die Single wurde nicht in den USA veröffentlicht.

## Inhalt
Der Song ist in A-Dur geschrieben und hat ein moderates Tempo von 84 bpm. Der Song fordert die Welt zu Einigkeit und Harmonie auf, um die Welt gemeinsam zu einem besseren Ort zu machen. R. Kelly, der den Song geschrieben hat, schrieb auch Michael Jacksons You Are Not Alone, welcher Jacksons letzter Nummer-eins-Hit in den USA war.

## Musikvideo
Im Musikvideo sind verschiedene Menschen zu sehen, die sich an den unterschiedlichen Orten an der Hand halten. Jackson selbst ist nicht im Musikvideo zu sehen. Der Regisseur war Nick Brandt, der auch als Regisseur an den Musikvideos zu Earth Song, Stranger in Moscow und Childhood beteiligt war. Das Video ist genau wie die Single selbst 5:01 Minuten lang.

## Kritiken
Laut The Stuart News gehöre Cry gemeinsam mit The Lost Children und Don’t Walk Away zu den Songs auf der zweiten Albumhälfte, die voller saftiger Aushänge-Plattitüden seien und jedes Momentum, welches das Album aufgebaut habe, zerstören würden.

## Charts und Chartplatzierungen
| ChartsChartplatzierungen     | Höchstplatzierung | Wochen |
| ---------------------------- | ----------------- | ------ |
| Deutschland (GfK)            | 76 (3 Wo.)        | 3      |
| Österreich (Ö3)              | 65 (2 Wo.)        | 2      |
| Schweiz (IFPI)               | 42 (6 Wo.)        | 6      |
| Vereinigtes Königreich (OCC) | 25 (4 Wo.)        | 4      |

## Titelliste der Single
| CD-Single – 9:18 1. Cry – 5:01 2. Shout – 4:17 7"-Single – 10:02 1. Cry – 5:01 2. Cry – 5:01 | CD-Maxi – 15:07 1. Cry – 5:01 2. Shout – 4:17 3. Streetwalker – 5:49 |